# Kováts Valéria
Kováts Valéria (Budapest, 1925. február 6. – 2017. március 18.) magyar régész, a Janus Pannonius Múzeum egykori régész-muzeológusa.

## Élete
Egyetemi oklevele megszerzése után dolgozott a budapesti Néprajzi Múzeumban, a Magyar Nemzeti Múzeumban, majd 1958-tól a Baranya megyei múzeumi szervezet régészeként a szigetvári Zrínyi Miklós Múzeum vezetője lett.
Kováts Valéria vezette a szigetvári vár régészeti feltárásait. Munkássága során jelentősen gyarapodott a Zrínyi Múzeum fegyver-, szőnyeg-, metszet- és könyvgyűjteménye, illetve a későbbiekben a helytörténeti gyűjtemény.
1959-től rendszeresen a szigetvári, 1960-1983 között pedig további baranyai például a pécsi, a pécsváradi, dunaszekcsői, hirdi, mohácsi ásatásokon is részt vett. Feltárta a szigetvári belső várat (1962-1964), egy török hódoltság kori épületet (Török Ház) melynek helyreállítását is megtervezte.
A JPM munkatársaként a tudományos és a közművelődési munkában is jelentős szerepet vállalt. Különböző állandó és időszakos kiállításokat rendezett és közreműködött a Mohácsi csata története című (1974), valamint a Jakováli Hasszán Múzeum kiállítás rendezésében (1979).

## Elismerései
- 1996 Pécs Város Tudományos díja
- 2005 Szigetvár Város Önkormányzata Oktatási és Közművelődési Díja

## Művei
- 1959 Közlemények a Zrínyi Miklós Múzeum levéltári anyagából. JPMÉ 1959
- 1961 Szigetvári történeti néphagyományok. I. Az ostrom a nép emlékezetében. JPMÉ 1961
- 1962 Szigetvári történeti néphagyományok. II. A török idők  néphagyományai. JPMÉ 1962
- 1962 Zrínyi-szobor Szigetvárott. Művelődési Tájékoztató 1962/4, 74-81.
- 1963 A szigetvári Zrínyi Miklós Múzeum Története. Adalékok a szigetvári Zrínyi-kultusz múltjához. JPMÉ 1963
- 1963 Törökkori földmegerősítő gerenda- és cölöpszerkezet kutatása. Természettudományi Közlöny 1963/ 9, 429.
- 1966 A szigetvári Zrínyi Miklós Múzeum kiállításai. JPM Füzetei 10.
- 1966 Sziget várának kutatástörténetéhez. JPMÉ 1966
- 1966 A szigetvári Zrínyi Miklós Múzeum kiállításának török miniatúráiról. Művelődési Tájékoztató 1966. dec., 105-110.
- 1967 A szigetvári török hódoltságkori épület. Művelődési Tájékoztató 1967. május, 118-122.
- 1970 Török hódoltságkori épület Szigetváron. JPMÉ 1969-1970
- 1977 Adalék Pécs középkori vízvezetékrendszeréhez. (Káptalan u. 4.) JPMÉ 1977
- 1977 Szigetvár településtörténetének változásai. A Dunántúl településtörténete II/1, 161-172.
- 1978 100 éves a szigetvári "oroszlán" emlékmű. DN 9/6, 6.
- 1983 The Marcus Aurelius bronze head of Dunaszekcső. New Hungarian Quaterly 89, 181-184
- 1984 Mark Aurel Porträt aus Lugio. Alba Regia XXI.
- 1995 Szulejmán szultán elhalálozásának helye. Szigetvár és Vidéke 9, 9
- 1998 Találkozások Marcus Aureliussal. Pécsi Szemle 1998. tavasz-nyár, 12-17.
- 2000 Így is lehet - Kiállítások a szigetvári várban. Heted Héthatár 9/ 8, 7.
- 2004 120 éves a Szigetvári Tűzoltóság.
- 2004 A szigetvári Weiner Leó Alapfokú Művészet-oktatási intézmény épületének története. Szigetvári Polgár 5, 13.